# Janne Müller-Wieland
Janne Müller-Wieland (28 de outubro de 1986) é uma jogadora de hóquei sobre a grama alemã, medalhista olímpica.

## Carreira
Müller-Wieland integrou o elenco da Seleção Alemã Feminina de Hóquei Sobre Grama, nas Olimpíadas de 2016, conquistando a medalha de bronze.